# Championnat de Belgique de rugby à XV 2013-2014
Navigation
Championnat 2012-2013 Championnat 2014-2015
Le Championnat de Belgique de rugby à XV 2013-2014, appelé Bofferding Rugby League du nom de son sponsor nouvellement arrivé pour cette saison, oppose les huit meilleures équipes belges de rugby à XV. Il débute le 8 septembre 2013 pour s'achever par une finale disputée le 24 mai 2014 au stade du petit Heysel.

## Liste des équipes en compétition
| Liège Schaerbeek Boitsfort Waterloo Berneau Soignies Frameries Termonde |

Le RFC Liège, vainqueur de la division 2, est promu en première division et remplace le BUC St-Josse RC. La compétition oppose pour la saison 2013-2014 les huit meilleures équipes belges de rugby à XV :
| Équipes             | Ville               | Entraîneurs       |
| ------------------- | ------------------- | ----------------- |
| ASUB Rugby Waterloo | Waterloo            |                   |
| Boitsfort RC        | Watermael-Boitsfort | Emmanuel Descamps |
| RFC Liège           | Liège               |                   |
| Coq Mosan           | Berneau             |                   |
| Dendermondse RC     | Termonde            | Hugues Dispas     |
| Kituro RC           | Schaerbeek          |                   |
| RC Frameries        | Frameries           |                   |
| RC Soignies         | Soignies            |                   |

## Résumé des résultats

### Classement de la phase régulière
| Rang | Club              | J  | V  | N | D  | Bo | Bd | Pm  | Pe  | Diff | Pts |
| ---- | ----------------- | -- | -- | - | -- | -- | -- | --- | --- | ---- | --- |
| 1    | Boitsfort RC      | 14 | 11 | 1 | 2  | 6  | 1  | 467 | 174 | +293 | 53  |
| 2    | ASUB Waterloo (T) | 14 | 11 | 0 | 3  | 8  | 1  | 438 | 153 | +285 | 53  |
| 3    | Kituro RC         | 14 | 9  | 0 | 5  | 6  | 2  | 374 | 214 | +160 | 44  |
| 4    | Dendermonde RC    | 14 | 9  | 1 | 4  | 5  | 0  | 366 | 214 | +152 | 43  |
| 5    | RC Soignies       | 14 | 8  | 1 | 5  | 3  | 4  | 353 | 256 | +97  | 41  |
| 6    | RCF Liège (P)     | 14 | 3  | 1 | 10 | 1  | 1  | 175 | 483 | -308 | 16  |
| 7    | RC Frameries      | 14 | 3  | 0 | 11 | 1  | 2  | 229 | 534 | -305 | 15  |
| 8    | Coq mosan         | 14 | 0  | 0 | 14 | 0  | 2  | 135 | 509 | -374 | 2   |

|  | Qualifiés pour la phase finale (no 1, no 2, no 3, no 4) |
|  | Relégué (no 8)                                          |
|  | T : tenant du titre 2013 • P : promu 2013               |

Attribution des points : victoire sur tapis vert : 5, victoire : 4, match nul : 2, défaite : 0, forfait : -2 ; plus les bonus (offensif : 4 essais marqués ; défensif : défaite par 7 points d'écart ou moins).
Règles de classement : ?

### Phase finale
Les quatre premiers de la phase régulière sont qualifiés pour les demi-finales. L'équipe classée première affronte à domicile celle classée quatrième alors que la seconde reçoit la troisième.
|  | Demi-finales        | Demi-finales  |              |    | Finale      | Finale      |
|  | Demi-finales        | Demi-finales  |              |    | Finale      | Finale      |
|  |                     |               |              |    |             |             |
|  | 3 mai 2014          | 3 mai 2014    |              |    | 24 mai 2014 | 24 mai 2014 |
|  | 3 mai 2014          | 3 mai 2014    |              |    | 24 mai 2014 | 24 mai 2014 |
|  | [1] Boitsfort RC    | 14            |              |    | 24 mai 2014 | 24 mai 2014 |
|  | [1] Boitsfort RC    | 14            |              |    | 24 mai 2014 | 24 mai 2014 |
|  | [3] Kituro RC       | 11            |              |    | 24 mai 2014 | 24 mai 2014 |
|  | [3] Kituro RC       | 11            | Boitsfort RC | 9  |             |             |
|  | 3 mai 2014          |               | Boitsfort RC | 9  |             |             |
|  |                     | ASUB Waterloo | 15           |    |             |             |
|  | [2] ASUB Waterloo   | ASUB Waterloo | 15           | 32 |             |             |
|  | [2] ASUB Waterloo   |               |              | 32 |             |             |
|  | [4] Dendermondse RC | 12            |              |    |             |             |
|  | [4] Dendermondse RC | 12            |              |    |             |             |

## Résultats détaillés

### Phase régulière

#### Tableau synthétique des résultats
L'équipe qui reçoit est indiquée dans la colonne de gauche.
| Clubs           | ASU   | BRC   | LIE   | COQ   | DRC   | KRC   | RCF   | RCS   |
| --------------- | ----- | ----- | ----- | ----- | ----- | ----- | ----- | ----- |
| ASUB Waterloo   |       | 31-16 | 42-10 | 80-3  | 30-5  | 8-11  | 41-10 | 33-8  |
| Boitsfort RC    | 26-6  |       | 78-13 | 32-3  | 20-8  | 16-0  | 53-6  | 26-26 |
| RFC Liège       | 6-45  | 0-41  |       | 23-11 | 12-12 | 19-42 | 21-26 | 12-54 |
| Coq Mosan       | 13-19 | 10-40 | 6-9   |       | 7-23  | 19-36 | 20-30 | 7-34  |
| Dendermondse RC | 8-22  | 12-20 | 38-20 | 90-5  |       | 32-16 | 49-12 | 16-15 |
| Kituro RC       | 3-17  | 9-18  | 31-6  | 37-5  | 10-17 |       | 71-9  | 25-11 |
| RC Frameries    | 6-48  | 21-55 | 17-24 | 30-21 | 12-37 | 19-43 |       | 11-28 |
| RC Soignies     | 28-16 | 29-26 | 40-0  | 26-5  | 13-19 | 18-40 | 23-20 |       |

|  | Victoire à domicile |  | Match nul |  | Défaite à domicile |

#### Détail des résultats
Les points marqués par chaque équipe sont inscrits dans les colonnes centrales alors que les essais marqués sont donnés dans les colonnes latérales. Les points de bonus sont symbolisés par une bordure bleue pour les bonus offensifs (au moins 4 essais marqués) et par une bordure orange pour les bonus défensifs (défaite avec au plus sept points d'écart).

#### Évolution du classement
| Club            | 1 | 2 | 3 | 4 | 5 | 6 | 7 | 8 | 9 | 10 | 11 | 12 | 13 | 14 |
| --------------- | - | - | - | - | - | - | - | - | - | -- | -- | -- | -- | -- |
| ASUB Waterloo   | 2 | 2 | 4 | 3 | 4 | 5 | 5 | 4 | 3 | 4  | 2  | 2  | 2  | 2  |
| Boitsfort RC    | 3 | 1 | 1 | 1 | 1 | 1 | 1 | 1 | 1 | 1  | 1  | 1  | 1  | 1  |
| Coq Mosan       | 6 | 6 | 7 | 7 | 8 | 8 | 8 | 8 | 8 | 8  | 8  | 8  | 8  | 8  |
| Dendermondse RC | 4 | 3 | 2 | 4 | 2 | 2 | 3 | 3 | 2 | 2  | 4  | 4  | 3  | 4  |
| RC Frameries    | 8 | 7 | 8 | 8 | 6 | 6 | 6 | 6 | 6 | 6  | 6  | 6  | 7  | 7  |
| Kituro RC       | 1 | 4 | 3 | 2 | 3 | 3 | 2 | 2 | 4 | 3  | 3  | 3  | 4  | 3  |
| RFC Liège       | 7 | 8 | 6 | 6 | 7 | 7 | 7 | 7 | 7 | 7  | 7  | 7  | 6  | 6  |
| RC Soignies     | 5 | 5 | 5 | 5 | 5 | 4 | 4 | 5 | 5 | 5  | 5  | 5  | 5  | 5  |

### Phase finale

#### Demi-finales
| 3 mai 2014 | Boitsfort RC | 14 - 11 | Kituro RC |  |
| 3 mai 2014 |              |         |           |  |
| 3 mai 2014 |              |         |           |  |

| 3 mai 2014 | ASUB Waterloo | 32 - 12 | Dendermondse RC |  |
| 3 mai 2014 |               |         |                 |  |
| 3 mai 2014 |               |         |                 |  |

#### Finale
| 24 mai 2014 18:00 | Boitsfort RC | 9 - 15 | ASUB Waterloo | Stade du Roi Baudouin Arbitre : Philippe Lenne |
| 24 mai 2014 18:00 |              |        |               | Stade du Roi Baudouin Arbitre : Philippe Lenne |
| 24 mai 2014 18:00 |              |        |               | Stade du Roi Baudouin Arbitre : Philippe Lenne |